# Ophiocoma doederleini
Ophiocoma doederleini is een slangster uit de familie Ophiocomidae.
De wetenschappelijke naam van de soort werd in 1899 gepubliceerd door Perceval de Loriol.